# Rik Pinxten

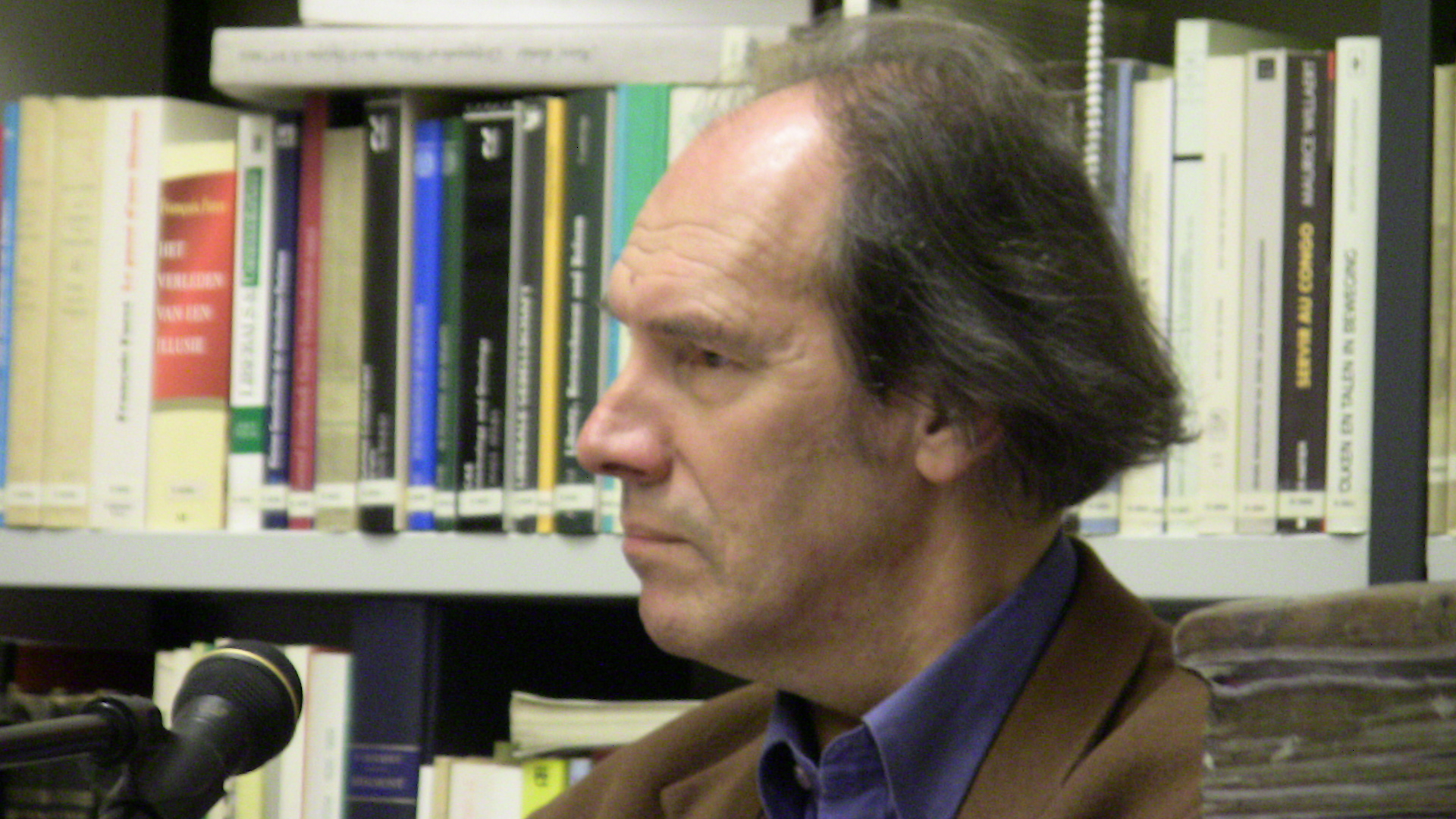

Rik Pinxten (Antwerpen, 12 maart 1947) is een Belgisch antropoloog, hoogleraar en bestuurder.

## Biografie
In 1976 behaalde Pinxten zijn doctoraat in de moraalwetenschappen aan de Universiteit Gent met Etienne Vermeersch als promotor. Pinxten ging aan die universiteit aan de slag als onderzoeker in de culturele antropologie en vergelijkende religiestudie. Hij deed expertise op door decennia intensief veldwerk, dat begon bij de Navajo-indianen in de Verenigde Staten. Pinxten stelt dat de vermenging van culturen behalve onomkeerbaar ook en vooral verrijkend is. In 1980 behaalde hij aan de Universiteit Gent een tweede doctoraat: Anthropology of space : explorations in natural philosophy and semantics of Navajo Indians.
Hij kant zich tegen een groot geloof in multiculturalisme, omdat dat volgens hem geen gemeenschappen samenbrengt, maar juist een eilandmentaliteit creëert. Multiculturalisme leidt in zijn extreme vorm tot een blinde afgang naar apartheid en racisme. Hij pleit voor Interculturalisme dat uitgaat van dialoog en interactie tussen verschillende gemeenschappen vanuit een sterke eigenheid.
In 2003 werd hij voorzitter van de Humanistische Vrijzinnige Vereniging van Vlaanderen, de Vlaamse afdeling van het Humanistisch Verbond dat hij ook voorzat vanaf 2007. Beide mandaten legde hij neer in 2010. Hij is voorzitter van het Gents universitair Centrum voor Interculturele Communicatie en Interactie (CICI). Samen met Gerard Mortier was hij pleitbezorger voor de oprichting van een progressief MuziekForum 'De Krook' in Gent.

## Erkenning
- 2004: Arkprijs van het Vrije Woord voor zijn boek  'De Artistieke Samenleving'